# Stora Grötholmen
Stora Grötholmen är en ö i Finland. Den ligger i Finska viken och i kommunen Esbo i den ekonomiska regionen  Helsingfors i landskapet Nyland, i den södra delen av landet. Ön ligger omkring 12 kilometer sydväst om Helsingfors.
Öns area är 1,7 hektar och dess största längd är 210 meter i sydöst-nordvästlig riktning.